# Vrana Conte
Vrana Conte (anche: Vrana Konti, Brana Conte, conte d'Urana; circa 1389 – 1458) è stato un generale albanese tra più stretti collaboratori, consulenti e uno dei migliori comandanti di Giorgio Castriota, detto Scanderbeg. Dal re spagnolo di Napoli, Alfonso I, ottenne il titolo di "Conte", che secondo Fan Stilian Noli, non era altro che una traduzione italiana del titolo di cortesia di un leader tribale, che ha condiviso con tutte le persone di rango di montagna. Secondo il prof. Oliver Jens Schmitt, Vrana Conte era un feudatario Ottomano del villaggio di Mamurras..
Dal 1444 fino alla sua morte, Vrana Conte servì Scanderbeg fedelmente e fu coinvolto nelle più importanti battaglie contro gli Ottomani. Il 29 gennaio 1445 Vrana era ospite al matrimonio della sorella più giovane di Skanderbeg, Mamica (anche Mamitza, Mamizza) con Karl Muzaka Thopia. Si presume che Vrana, che aveva partecipato a diverse campagne nell'esercito di re Alfonso I, ha introdotto Skanderbeg a Napoli.

## Origini
La vera identità di Vrana non è nota e non ci sono informazioni affidabili sul suo cognome. Secondo il serbo Stefan Zanović, "Vranakonta" apparteneva al clan della famiglia Ćudu, che a sua volta era imparentata con gli Zanovići. Alcune fonti lo chiamano "Simon Altisfieri" (italiano: Altafoglia, un parente di Scanderbeg. Fan Stilian Noli lo definì "Vrana Altisferi". Lo storico albanese Marino Barlezio menziona "Vranacontem [...] / auß Epirus / vom fürnemen geschlecht / ein angenemen Mann / durch verdienst der Eltern und seiner eygen mannheit […]" Vrana fu il capostipite dei conti di Copertino e Galatone, dei Duchi di Ferrandina e dei Marchesi di Atripalda.

## La discendenza
```
Vrana Konti (* intorno al 1389; † 1458)
[
12
]
 ∞ ?
|
|→ 
Branai
 o Brana (italianizzato Bernardo; † 1505), 1º Conte di 
Copertino
 e 1º 
Barone
 di 
Galatone
[
13
]
 dal 4 febbraio 1497
[
14
]
, 1º duca di 
Ferrandina
 dal  4 aprile 1505
[
14
]
[
15
]
 ∞ Maria Zardari (italianizzato Sagdara; cugina della madre di Scanderbeg
[
12
]
), figlia di Paolo Zardari e di Theodora 
Muzaka
[
16
]

|     |
|     |→ 
Giovanni
 († 2. August 1514 a 
Mesagne
), 2º Conte di Copertino e 2º Barone di Galatone da agosto 1508
[
17
]
; 2º Duca di Ferrandina dal 1505
[
12
]
 ∞ 5 luglio 1513 Giovanna 
Gaetani dell’Aquila d’Aragona
  († dopo 1541) , figlia di Onorato, 1º Duca di Traetta e di Lucrezia 
d’Aragona
 ∞ N.N.
[
18
]

|     |     |
|     |     |→Pirro (* 1498; † 1561), figlio naturale
[
18
]

|     |     |
|     |     |→Maria (* 1514; † estate 1544)
[
18
]
 ∞ Antonio (* 1522; † 1549), cugino di 1º grado; la coppia non ebbe figli
|     |     |
|     |     |→Angela († 
Galatina
, 1518)
[
18
]

|     | 
|     |→ Alfonso
[
12
]
 († 1544), Consigliere reale del re di Napoli,
[
19
]
 Capitano di un contingente di 
Stradioti
,
[
20
]
 
Conte
 di 
Atripalda
 dal 23 settembre 1512, 1º 
Marchese
 di Atripalda dal 1513
[
21
]
 e governatore delle province 
Terra di Bari
[
22
]
 e 
Terra d'Otranto
;
[
23
]
 ∞ 1° 1518 Camilla 
Gonzaga
, 
patrizia
 veneziana, figlia di 
Gianfrancesco
, Signore di 
Sabbioneta
, patrizio veneziano e 
Antonia del Balzo
 dei duchi di 
Andria
.
[
24
]

|     |     |
|     |     |→Costantino (* 1515 ca.; † dopo il 1574), figlio naturale con Helene Cuzkeri
[
18
]

|     |     |
|     |     |→Giovanni (* 1520 ca.; † 1542)
[
18
]
 ∞ Giovanna († dopo il 1595), cugina di 1º grado; la coppia non ebbe figli
|     |     |
|     |     |→Antonio (* 1522; † 1549)
[
18
]
 ∞ 1532 Maria Branai Castriota (* 1514; † estate 1544), cugina di 1º grado; la coppia non ebbe figli
|     |     |
|     |     |→Camilla († dopo il 1563)
[
18
]

|     |     |
|     |     |→Isabella († prima del 1563)
[
18
]

|     |
|     |→ Ferdinando (anche Ferrante; † 24 febbraio 1525 nella 
battaglia di Pavia
, Marchese di 
Città Sant'Angelo
 e Conte di 
Spoltore
 ⚭ Camilla di Capua, figlia di Giulio Cesare, 3º Conte di 
Palena
 e di Camilla di Capua, figlia di Giulio Cesare, 3º Conte di 
Palena
 e di Ippolita di Gennaro, figlia di Princivalle, Signore di 
Nicotera
 e Giovanna Caracciolo Pisquizi
[
25
]

|     |     |
|     |     |→Giovanna († dopo il 1595)
[
18
]
[
26
]
 ∞ 1° Giovanni (* 1520 ca.; † 1542), cugina di 1º grado; la coppia non ebbe figli; 2°  ∞ Alfonso Carafa  (Nocera dei Pagani, † 1581), 3º Duca di 
Nocera
 e 4º Conte di 
Soriano Calabro
[
27
]
[
28
]

|     |     |
|     |     |→Ippolita (
Monastero della Sapienza
 come „suor Elena“, marzo 1569)
[
18
]

|     |
|     |→ Isabella († 1545 nel castello di 
Mignano Monte Lungo
) ∞ 1518 Guido Fieramosca  (* 1479, † 28 settembre 1531; fratello di 
Ettore Fieramosca
), 2º Conte di Mignano Monte Lungo
[
29
]

|     |
|     |→ Giovanna († dopo il 1518)
[
24
]

|     |
|     |→ Camilla ∞ 1557 Ferdinando Giambattista 
Caracciolo
  (* Buccino 1530 † 13 aprile 1583), 4º Duca di 
Martina
,  4º Conte di 
Buccino
, 4º Marchese di 
Castellaneta
[
24
]

|
|→ Giovanni († 1480 nella 
battaglia di Otranto
)
[
30
]

|
|→ Stanisha ⚭ Despina, figlia di Moisé di Dibra e Zanfina Muzaka (figlia di 
Gjin II Muzaka
 e Chiranna (nipote di  Matarango di Gora)
[
30
]
[
31
]

      |
      |→ Andronica ⚭ ? Corte (di 
Pavia
)
[
31
]

      |
      |→ Maria ⚭ Carlo Minutolo
[
31
]

          |
          |→ Tomaso
[
31
]
```